# 서울신동초등학교
서울신동초등학교(서울新東初等學校)는 대한민국 서울특별시 서초구 잠원동에 있는 공립 초등학교이다.

## 학교 연혁
- 1946년 4월 2일 시흥군 신동공립국민학교 개교(설립인가 3월 20일)
- 1963년 1월 1일 서울특별시로 편입
- 1972년 12월 23일 논현국민학교 분리(434명)
- 1978년 10월 21일 잠원국민학교 분리(710명)
- 1979년 7월 18일 원촌국민학교 분리(960명)
- 1982년 2월 20일 반원국민학교 분리(1667명)
- 1996년 3월 1일 서울신동초등학교로 개칭
- 2009년 4월 30일 신관 임대형 민자(BTL) 개축 준공(지상 4,5층 2개 동)
- 2014년 9월 1일 제26대 김미숙 교장 부임
- 2015년 2월 13일 제70회 졸업식(총 20224명)

## 참고 자료
- 서울신동초등학교 - 한국교육학술정보원 학교알리미